# Pierre-Perthuis
Pierre-Perthuis là một xã của Pháp,tọa lạc ở tỉnh Yonne trong vùng Bourgogne. Xã này có thành Vauban. Pierre-Perthuis nằm trung đô trên tuyến đường giữa Vézelay hay Saint-Père với Bazoches.

## Hành chính
| Danh sách các thị trưởng               |           |                |                |         |
| Giai đoạn                              | Giai đoạn | Tên            | Đảng           | Tư cách |
| tháng 3 năm 2001                       |           | André Villiers | sans étiquette |         |
| Tất cả các dữ liệu trước đây không rõ. |           |                |                |         |

## Thông tin nhân khẩu
| Năm | 1962 | 1968 | 1975 | 1982 | 1990 | 1999 |
| --- | ---- | ---- | ---- | ---- | ---- | ---- |
| Dân số | 71   | 77   | 73   | 72   | 70   | 104  |
| From the year 1962 on: No double counting—residents of multiple communes (e.g. students and military personnel) are counted only once. |      |      |      |      |      |      |